# Ли (округ, Техас)
Округ Ли (англ. Lee county) — округ штата Техас Соединённых Штатов Америки. На 2000 год в нем проживало 15 657 человек. По оценке бюро переписи населения США в 2009 году население округа составляло 16 231 человек. Окружным центром является город Гиддингс.

## История
Округ Ли был сформирован в 1874 году. Он назван в честь Роберта Эдварда Ли, генерала армии Конфедеративных Штатов Америки.

## География
По данным бюро переписи населения США площадь округа Ли составляет 1642 км², из которых 1628 км² — суша, а 14 км² — водная поверхность (0,87 %).

### Основные шоссе
- Шоссе 77
- Шоссе 290
- Автострада 21

### Соседние округа
- Майлам  (север)
- Берлесон  (северо-восток)
- Вашингтон  (восток)
- Фейетт  (юго-восток)
- Бастроп  (юго-запад)
- Уильямсон  (северо-запад)

### Список городов
- Гиддингс (Техас) — административный центр
- Лексингтон (Техас)
- Коринт
- Дайм-Бокс
- Хилс
- Линкольн
- Олд-Дайм-Бокс
- Сербин